# Caïque à capuchon
Pyrilia haematotis
Espèce
Statut de conservation UICN

 LC  : Préoccupation mineure
Statut CITES
Le Caïque à capuchon (Pyrilia haematotis) est une espèce d'oiseau appartenant à la famille des Psittacidae.

## Description
Cet oiseau mesure environ 21 cm de long. Il ressemble beaucoup au mâle du Caïque à joues roses.
Cette espèce ne présente pas de dimorphisme sexuel.

## Habitat
Cet oiseau vit dans les forêts ouvertes jusqu'à 1 700 m d'altitude (voire jusqu'à 3 000 m) mais fréquente également les champs.

## Répartition
Cette espèce peuple le Mexique, Panama, la Colombie et le Costa Rica.

## Taxinomie
synonymesGypopsitta haematotis, Pionopsitta haematotis.
sous-espèces
D'après Alan P. Peterson, cette espèce est constituée des deux sous-espèces suivantes :
- Pyrilia haematotis coccinicollaris  (Lawrence) 1862
- Pyrilia haematotis haematotis  (P.L. Sclater & Salvin) 1860